# Ганнон (III ст. до н.е.)
Ганнон (фінік. 𐤇‬𐤍‬𐤀, д/н — після 218 до н. е.) — військовий діяч Карфагенської держави часів підкорення Іспанії та початку Другої Пунічної війни.

## Життєпис
Походження достеменно невідоме, проте ймовірно був наближений до клану Баркидів чи був їх родичем. за однією з версій був сином Гасдрубала Красивого і Сапонібал, доньки Гамількара Барки. Напевне брав участь у військових походах останнього і Ганнібала на Піренейському півострові. З початком війни з Риммом у 218 році до н. е. брав участь у підкорені Лацетанії (область між річкою Ібер і Піренейськими горами).
Ганнібал надав Ганнону 10 тис. піхотинців і 1 тис. вершників, призначивши намісником Лацетанії. Він повинен був зберігати владу над племенами баргусіїв, які карфагеняни вважали не дуже надійними, а також блокувати переходи в Піренеях.
Втім вже того ж року римські легіони на чолі з Гнеєм Корленієм Сципіонном висадилися в грецькій колонії Емпорії за Ібером. На бік римлян також перейшло грецьке місто Тарракон. Ганнон з'єднався з Індібілом, вождем племені ілергетів, але все одно мав удвічі менше військ. Попри це не став чекати прибуття військ на чолі з Гасдрубалом Баркою, вступив у битві біля Циссі, де зазнав нищівної поразки, потрапивши у полон. Подальша доля невідома.